# Chaqā Bahrām
Chaqā Bahrām (persiska: چِقا بَهرام, بَهار آباد, چقا بهرام, چُغا بَهرام, چُقا بَهرام) är en ort i Iran.   Den ligger i provinsen Lorestan, i den centrala delen av landet, 300 km sydväst om huvudstaden Teheran. Chaqā Bahrām ligger 1 461 meter över havet och antalet invånare är 319.
Terrängen runt Chaqā Bahrām är varierad.Runt Chaqā Bahrām är det ganska tätbefolkat, med 129 invånare per kvadratkilometer. Närmaste större samhälle är Dorūd, 5,3 km sydväst om Chaqā Bahrām. Trakten runt Chaqā Bahrām består till största delen av jordbruksmark.